# Музей современного искусства и дизайна (Сан-Хосе)
Музей современного искусства и дизайна (исп. Museo de Arte y Diseño Contemporáneo, MADC; англ. Museum of Contemporary Art and Design) — художественный музей в городе Сан-Хосе (Коста-Рика), основанный в 1994 году; располагает общей площадью около 1200 м², распределённой по четырём залам, а также — помещением под открытым небом для проведения спектаклей и иных мероприятий; является частью культурного центра «Centro Nacional de Cultura» (CENAC); постоянная музейная коллекция включает более 900 произведений современного искусства; проводит временные выставки — как персональные, так и групповые (тематические) — с использованием бывшего заводского оборудования: хранилищ и резервуаров.

## История и описание

### История
Музей современного искусства и дизайна расположен в здании бывшей «Национальной ликеро-водочной фабрики» (Fábrica Nacional de Licores, FANAL), построенном в городе Сан-Хосе (Коста-Рика) в XIX веке — при администрации президента Хуана Рафаэля Мора. В настоящее время здание сохраняет свой внешний вид и напоминает строения колониальной эпохи. В период постройки, FANAL читался общественно-полезным проектом, поскольку одновременно развивал сахарную промышленность страны и защищал населения от потребления напитков-суррогатов.
Ещё 2 сентября 1850 года в Коста-Рике была фактически введена винная монополия, а само виноделие было централизовано в городе Сан-Хосе, где и возник завод «Fábrica Nacional de Aguardientes», ставший затем заводом FANAL. Западный корпус, дистилляционные колонны, административное здание и погреб для рома стали первыми зданиями нового завода — они были построены в период с 1853 по 1856 год; боевые действия 1856 года задержали строительство. В итоге, 24 августа 1856 года фабрика начала производство.
Во время правления президента Луиса Альберто Монхе Альвареса, министр культуры страны Эрнан Гонсалес выступил с идеей преобразования бывшего заводского здания в культурный центр; инициатива получила политическую поддержку, но не могла быть исполнена по финансовым (бюджетным) причинам. Ещё в середине 1992 года в основном корпусе продолжали функционировать промышленные предприятия, включая фабрику по изготовлению кондитерских изделий с алкоголем. В августе 1993 года административные помещения бывшего завода были переданы будущему культурному центру «Centro Nacional de Cultura» (CENAC) — после перестройки и реконструкции. В октябре того же года указом президента само здание было объявлено представляющим историко-архитектурную ценность: комплекс стал памятником архитектуры, что запрещало его снос или реконструкцию без предварительного согласования. Несколько месяцев спустя, к 21 февраля 1994 года, были открыты другие части заводского комплекса, в которых разместились два театра и концертный зал, а также — Национальная танцевальная студия и Музей современного искусства и дизайна (MADC). Первым директором музея стала Ана Луиза Пиза Каррильо; уже в 1994 году её сменила Вирджиния Перес-Раттон, занимавшая данный пост до 1998 года.

### Помещения и программа
Музей современного искусства и дизайна имеет общую площадь около 1200 м², которая разделена между пятью выставочными залами, хранилищем музейного фонда, музейной мастерской и административными офисами. Зал «SALA 1» является самой большой выставочной площадкой музея (около 550 м²) и находится на первом этаже корпуса, построенного в 1856 году — стены которого имеют толщину почти в метр. Помещение имеет 40 метров в длину и 13 метров в ширину — при высоте в 10 метров. Залы со второго по четвёртый («SALAS 2, 3, 4») заняты аудиторией, играющей также роль конференц-зала, и библиотекой. Резервуар из кованого железа вместимостью около 272 тысяч галлонов (950 м³), привезенный из бельгийского города Льеж в 1920-х годах, в настоящее время используется в качестве альтернативного пространства для размещения экспериментальных работ (выступлений, перформансов, проекций) — конструкция размером 20 на 20,5 м при глубине в 2,5 м получила в 1941 году специальную электрическую монорельсовую железную дорогу для транспортировки продукции (сохранилась до настоящего времени). Старый резервуар для ликеро-водочной продукции, наравне с несколькими резервуарами для воды, также стали художественными лабораториями и «инкубаторами для новых выступлений» (танцевальных или музыкальных) — что соответствует обязательству MADC улучшать и расширять своё пространство.
В рамках регулярных временных выставок музей демонстрирует произведения современного искусства и дизайна, созданные как местными авторами, так и зарубежными художниками. Так с середины июня по конец августа 2019 года в стенах MADC проходила экспозиция выпускницы Института искусств Сан-Франциско Софии Виллены «Перелом позвоночника зверя» (Sofía Villena — La fractura en la espina de la bestia), куратором которой выступила Марга Секейра Кабрера.